# Samsung Galaxy S III
Pour les articles homonymes, voir S3.
Les Samsung Galaxy S III et S III Mini sont des smartphones Android haut de gamme produits et vendus par Samsung Electronics, modèles de la 3e génération de la gamme Galaxy S.
Ils succèdent au Galaxy S II, et est remplacé par le Galaxy S4 en 2013.

## Généralités
Ils peuvent porter les noms GT-I9300 / SGH-i747 / SGH-T999 / GT-I9305.
Il est conçu, développé et commercialisé par Samsung Electronics. Le S III emploie un assistant vocal intelligent (S Voice), un détecteur de présence humaine qui permet automatiquement d'allumer ou d'éteindre l'écran, et une option de recharge sans-fil. Selon le pays, le Smartphone est livré avec différents processeurs et une capacité de mémoire vive (1 ou 2 Go pour la version 4G). Il a été lancé avec Android 4.0.4 « Ice Cream Sandwich », et peut être mis à jour vers Android 4.4.4 « KitKat » suivant les opérateurs.
Après une première phase de développement de dix-huit mois, Samsung a dévoilé le S III le 3 mai 2012 à Londres. L'appareil a été diffusé dans 28 pays d'Europe et d'Orient le 29 mai 2012, avant d'être libéré progressivement dans d'autres grands marchés en juin 2012. Avant la libération, 9 millions de précommandes ont été passées par plus de 100 opérateurs à l'échelle mondiale. Le S III a été publié par environ 300 opérateurs dans près de 150 pays à la fin de juillet 2012. Plus de 20 millions d'unités de S III ont été vendues dans les 100 premiers jours de sa commercialisation. De plus, 2 mois après avoir franchi les 20 millions de S3 vendus, Samsung Pologne annonce que 30 millions de S3 ont été vendus. En mars 2013, 50 millions de S3 ont été vendus et le Galaxy S-IV annoncé.
En raison de la forte demande et d’un problème de fabrication avec la version bleue, il y avait une pénurie importante en particulier aux États-Unis. Il a joué un rôle majeur dans le renforcement du profit de Samsung au cours du deuxième trimestre de 2012.[réf. nécessaire]

## Spécifications
Il utilise un SoC Samsung Exynos 4412 quadruple cœur à la fréquence de 1,4 GHz. La nouvelle version du Galaxy SIII (GT-I9305) dispose du LTE dans les pays qui proposent ce réseau et du NFC. La géolocalisation par GLONASS est en sus du GPS. À sa sortie, il inclut la dernière version d'Android : Ice Cream Sandwich, avec la surcouche TouchWiz.
Par rapport au S II, l'écran a 2,40 fois plus de pixels, la surface d'affichage augmente avec 64 cm2 (52). La longueur et la largeur de l'écran augmente avec 10,62 cm (9,32) et 5,98 cm (5,59). Sa résolution augmente avec 306 ppp (218). Son poids augmente avec 133 g (116). La capacité de la batterie amovible augmente avec 2 100 mAh (1650).
En mai 2012, c'est le deuxième en taille d'écran des Samsung, derrière le Galaxy Note de 5,3 pouces mais devant le Galaxy Nexus de 4,65 pouces.
Il dispose d'un capteur photographique de 8 mégapixels manufacturé par Sony. Il dispose d'une mémoire interne de 16, 32 ou 64 Go, et on peut ajouter une carte mémoire micro SDXC. Il a 1 ou 2 Go de mémoire vive, selon la version: i9300 = 1 Go, i9305(Lte) = 2 Go.
- Le Galaxy S III est d'abord disponible en 2 coloris puis 6 : blanc (1), bleu foncé (2), marron ambrée, gris titane, rouge grenat et noir saphir[12]. Des photos non officielles de la version noire du téléphone se retrouvent le 11 août 2012 sur le compte Facebook de Samsung Mobile[13].

- La caméra frontale 1,9 Mpx remarque si l'utilisateur regarde l'écran et donc l'appareil ne se mettra pas en veille (Smart Stay). Lors de la prise de photos, il existe une reconnaissance des personnes pour leur envoyer automatiquement les images. Un capteur de proximité détecte le rapprochement de l'oreille du téléphone pour lancer l'appel.

- Il a un baromètre, une boussole électronique, un gyroscope, un accéléromètre, un capteur de proximité et un détecteur de luminosité. C'est le format micro SIM qui est choisi[14].

- S Voice permet à l'utilisateur de contrôler par la voix les applications du smartphone. Il y a aussi Pop Up Play, Allshare Cast, AllShare Play et Smart Alert[15].

- Il existe un chargeur qui recharge la batterie sans fil (option).

- Pour l'instant (version 4.0.4 et 4.1.1) il est encore impossible de déplacer les applications vers la carte SD.

- Un bouton physique et deux boutons tactiles sont encore présents malgré la version 4.0 d'Android.

- La diagonale de l'appareil fait 4,8 pouces.

- À sa sortie, le prix était d'environ 650 €[16].

## Fonctions photo et vidéo
Le téléphone comporte deux appareils photos de type CMOS.
En face avant se trouve un de 1,9 Mpx qui sert à déverrouiller le téléphone (reconnaissance faciale), visioconférence ou pour éviter que le téléphone se verrouille si on est en face.
L'autre est derrière. Il a 8 Mégapixels avec flash LED, stabilisateur et un zoom numérique de 4x.
Pour faire la mise au point sur un endroit précis, il suffit de toucher l'endroit que l'on veut et la mise au point se fait. Sinon, en appuyant sur le bouton photo, la mise au point se fait.
Les différents paramètres de réglages sont : 
- modifier les raccourcis,
- autoportrait,
- flash (désactivé, activé, flash auto),
- mode de capture (cliché unique, rafale, HDR, détection portrait, sourire, beauté, panorama, cartoon, partage, partage de photo d'ami),
- mode scène (aucun, portrait, paysage, nuit, sports, fête/intérieur, plage/neige, coucher de soleil, aube, automne, feu d'artifice, texte, bougie, écran),
- valeur d'exposition,
- mode focus (auto focus, macro),
- retardateur (désactivé, 2 s, 5 s, 10 s),
- effets (aucun, négatif, noir et blanc, sépia, délavé, vintage froid, vintage chaud, postériser, solariser, point bleu, point vert, point rouge et jaune),
- résolution (3264 × 2448, 3264 × 1836, 2048 × 1152, 1280 × 720, 640 × 480,
- Balance des blancs (auto, lumière naturelle, nuageux, incandescent, fluorescent),
- ISO (auto, 100, 200, 400, 800),
- mesure (mesure pondérée centrale, spot, matrice),
- visibilité extérieure (désactivée, activée),
- stabilisateur (désactivé, activé),
- contraste (désactivé, activé), guide (désactivé, activé),
- qualité d'image (excellente, élevée, standard),
- balise GPS (désactivée, activée),
- retourner l'image,
- stockage,
- réinitialiser.
- La fonction vidéo offre une résolution maximale de 1920 × 1080 à 30 images par seconde. L'autofocus est disponible durant une vidéo.

## Mises à jour
Les mises à jour s’effectuent à partir du logiciel Samsung Kies ou en OTA (Over The Air) directement depuis le téléphone.
Mise à jour 4.1.1Le téléphone bénéficie de la version 4.1.1 d'Android depuis le mois d'octobre 2012,,. La mise à jour est en cours de déploiement en France, elle n'a pas été disponible pour les clients d'Orange qui ont reçu fin décembre 2012 la version 4.1.2 directement. Elle apporte de la fluidité (Butter project),,.
Mise à jour 4.1.2c'est la dernière version, disponible chez Samsung depuis le 5 décembre 2012. Les modifications sont le multi-vue qui permet d'avoir deux applications sur le même écran (comme sur le Galaxy Note 2), la personnalisation de la barre de notification, Smart Rotation ou encore une nouvelle application Gallery,,,. Cette version est disponible depuis le 28 décembre 2012 chez SFR et Orange.
Mise à jour 4.2.2Cette mise à jour sera « sautée », mais il passera directement sous 4.3 tout en ayant les fonctionnalités de la 4.2.2.
Mise à jour 4.3Samsung officialise cette mise à jour à l'IFA de Berlin, le 6 septembre 2013 et annonce son déploiement pour fin 2013 en même temps que son successeur. Selon SFR la mise à jour sera déployée courant novembre/décembre 2013. 4.3 apportera les nouvelles fonctionnalités de la 4.2.2 et de la 4.3 bien sûr mais Samsung en profitera pour mettre à jour sa surcouche, ce qui apportera des fonctionnalités du Galaxy S4 et du dernier né de la firme, le Galaxy note 3.
Mise à jour 4.4.4
Cette mise à jour n'est disponible que pour la version 4G du Galaxy S3 (GT-I9305), déployé fin septembre 2014 en Allemagne elle n'est pas encore disponible sur Kies ou en OTA mais elle peut être flashé via Odin et est téléchargeable sur Sammobile.

## Problèmes
Un problème de sécurité a été détecté en septembre 2012. Un code USSD peut effacer tout le téléphone mais une mise à jour déployée par Samsung a permis de corriger ce problème,,.
Une autre faille concernant la fonctionnalité NFC a été détectée en septembre lors de la compétition de hacking Mobile Pwn2Own qui s'est déroulée à Amsterdam,.
D'après un sondage Fixya, les détenteurs de Galaxy S3 ont classé les problèmes avec le smartphones de telle façon :
- 50 % des problèmes concernent des soucis de fonctionnement du micro ;
- 15 % des problèmes sont liés au dégagement de chaleur ;
- 15 % sont liés à la durée de la batterie.

Une nouvelle faille de sécurité a été découverte par un développeur du forum XDA mi décembre 2012. Elle se situe au niveau du SoC Exynos 4 de chez Samsung. Une application malveillante peut accéder à toutes les données y compris aux mots de passe,,.
Samsung propose depuis le 4 janvier 2013 une mise à jour pour le problème des processeurs. Elle est en cours de diffusion au Royaume-Uni. Elle pourrait aussi corriger le problème de mort subite,,.
Fin décembre 2012, des téléphones ont été signalés inopérants lors d'un redémarrage après avoir eu une charge prolongée (mort subite). C'est la version internationale qui serait la plus touchée, les versions 4G et spécifiques seraient épargnées. Un signe qui pourrait être annonciateur serait des gels d'écran quelques jours avant la panne du smartphone. Le problème est largement discuté sur de nombreux sites web, un hashtag a même été créé sur Twitter,,,.

## Différences entre modèles
Le 16 mai 2012, NTT DoCoMo a annoncé qu'il souhaitait vendre un modèle LTE du Samsung Galaxy S III (SC-06D), utilisant un SoC Qualcomm Snapdragon MSM8960 avec un modem LTE intégré. Ce modèle contient une quantité de RAM supérieure (2 Go).
Le 30 mai 2012, plusieurs opérateurs canadiens ont annoncé qu'ils souhaitaient eux aussi vendre une version LTE du Galaxy S III avec comme numéro de modèle SGH-i747 et les mêmes spécifications que la version vendue à NTT DoCoMo.
Deux modèles sont actuellement commercialisés en France, la version internationale, GT-I9300, et la version 4G, GT-I9305.
Le Galaxy S3 4G a fait son apparition en France le 23 novembre 2012 chez SFR.
| Pays                    | International                                      | Canada                                             | Canada, États-Unis                                 | International                                                                                        | États-Unis                                         | États-Unis                                         | États-Unis                                         |                        |                        |                        |                        |
| Opérateurs              | International                                      | Bell, Rogers, Telus                                | Mobilicity, Wind, Videotron                        | International                                                                                        | Cricket Wireless, US Cellular, MetroPCS            | Verizon                                            | Sprint, Boost Mobile, Virgin Mobile USA            |                        |                        |                        |                        |
| 2G GSM/GPRS/EDGE        | 850, 900, 1800, 1 900 MHz                          | 850, 900, 1800, 1 900 MHz                          | 850, 900, 1800, 1 900 MHz                          | 850, 900, 1800, 1 900 MHz                                                                            | 850, 1 900 MHz CDMA                                | 850, 1 900 MHz CDMA                                | 800, 850, 1 900 MHz CDMA                           |                        |                        |                        |                        |
| 3G UMTS/HSPA+           | 850, 900, 1900, 2 100 MHz                          | 850, 1900, 2 100 MHz                               | 850, 1700 (AWS), 1 900 MHz                         | 850, 900, 1900, 2 100 MHz                                                                            | CDMA2000 1xEV-DO Rev-A                             | CDMA2000 1xEV-DO Rev-A                             | CDMA2000 1xEV-DO Rev-A                             | CDMA2000 1xEV-DO Rev-A | CDMA2000 1xEV-DO Rev-A | CDMA2000 1xEV-DO Rev-A | CDMA2000 1xEV-DO Rev-A |
| 4G LTE                  | Non                                                | 700, 1700/2100 (AWS) MHz                           | Non                                                | LTE2600 (B7), LTE1800 (B3), LTE800 (B20)/ GT-I9305N: 900, 1800, 2 600 MHz/GT-I9305T: 1800, 2 600 MHz | 700, 1700/2100 (AWS) MHz                           | 700 MHz                                            | 1 900 MHz                                          |                        |                        |                        |                        |
| Vitesse maximale réseau | 21 Mbit/s HSPA+                                    | 75 Mbit/s LTE                                      | 42 Mbit/s DC-HSPA+                                 | 100 Mbit/s LTE (4G)                                                                                  |                                                    |                                                    |                                                    |                        |                        |                        |                        |
| Dimensions              | 136,6 mm × 70,6 mm × 8,6 mm                        | 136,6 mm × 70,6 mm × 8,6 mm                        | 136,6 mm × 70,6 mm × 8,6 mm                        | 136,6 mm × 70,6 mm × 8,6 mm                                                                          | 136,6 mm × 70,6 mm × 8,6 mm                        | 136,6 mm × 70,6 mm × 8,6 mm                        | 136,6 mm × 70,6 mm × 8,6 mm                        |                        |                        |                        |                        |
| Poids                   | 133 g                                              | 133 g                                              | 133 g                                              | 135 g                                                                                                | 133 g                                              | 133 g                                              | 133 g                                              |                        |                        |                        |                        |
| Système d'exploitation  | Android Jelly Bean 4.3 avec TouchWiz « Nature UX » | Android Jelly Bean 4.3 avec TouchWiz « Nature UX » | Android Jelly Bean 4.3 avec TouchWiz « Nature UX » | Android Jelly Bean 4.3 avec TouchWiz « Nature UX »                                                   | Android Jelly Bean 4.3 avec TouchWiz « Nature UX » | Android Jelly Bean 4.3 avec TouchWiz « Nature UX » | Android Jelly Bean 4.3 avec TouchWiz « Nature UX » |                        |                        |                        |                        |
| Processeur              | SoC Samsung Exynos 4412                            | Qualcomm Snapdragon S4 MSM8960                     | Qualcomm Snapdragon S4 MSM8960                     | SoC Samsung Exynos 4412                                                                              | Qualcomm Snapdragon S4 MSM8960                     | Qualcomm Snapdragon S4 MSM8960                     | Qualcomm Snapdragon S4 MSM8960                     |                        |                        |                        |                        |
| CPU                     | 1,4 GHz quad-core ARM Cortex-A9                    | 1,5 GHz dual-core Qualcomm Krait                   | 1,5 GHz dual-core Qualcomm Krait                   | 1,4 GHz quad-core ARM Cortex-A9                                                                      | 1,5 GHz dual-core Qualcomm Krait                   | 1,5 GHz dual-core Qualcomm Krait                   | 1,5 GHz dual-core Qualcomm Krait                   |                        |                        |                        |                        |
| GPU                     | ARM Mali-400 MP4                                   | Qualcomm Adreno 225                                | Qualcomm Adreno 225                                | ARM Mali-400 MP4                                                                                     | Qualcomm Adreno 225                                | Qualcomm Adreno 225                                | Qualcomm Adreno 225                                |                        |                        |                        |                        |
| RAM                     | 1 Go                                               | 2 Go                                               | 2 Go                                               | 2 Go                                                                                                 | 2 Go                                               | 2 Go                                               | 2 Go                                               |                        |                        |                        |                        |
| Mémoire de stockage     | 16/32/64 Go/Technologie UHS-1 : Non                | 16/32 Go/                                          | 16 Go                                              | 16/32/64 Go/Technologie UHS-1 : Oui                                                                  | 16 Go                                              | 16 Go                                              | 16 Go                                              |                        |                        |                        |                        |
| Radio FM                | Oui                                                | Non                                                | Oui                                                | Non                                                                                                  | Non                                                | Non                                                | Non                                                |                        |                        |                        |                        |

## Promotion
Le Samsung Galaxy S III est le téléphone officiel des Jeux olympiques d'été de 2012. Une édition spéciale équipée de l'application mobile Visa payWave est distribuée aux sportifs sponsorisés par Samsung et Visa.
En juillet 2012, soit deux mois après sa mise en vente sur le marché, Samsung Electronics annonce qu'il a vendu plus de 10 millions de Galaxy S III toutes ventes cumulées. Cent jours après sa commercialisation, Samsung indique avoir vendu plus de 20 millions de Galaxy S3,,. Le 3 novembre, Samsung Pologne annonce que plus 30 millions de téléphones ont été vendus.

## Réception et critique
L'appareil, malgré les quelques bugs et failles de sécurité a reçu globalement un avis positif.
- Points négatifs :
  - Apparence très plastique ;
  - Design pauvre et l'interface Touchwizz correspondant mal à l'attente de certains utilisateurs[57],[58] ;
  - autonomie particulièrement réduite, la qualité des photos moyenne surtout en faible luminosité (F/2.6 très faible) ;
  - Affichage des couleurs dites « flashy » (trop saturées) ainsi que l'affichage des blancs les moins propres du marché à cause de l'Amoled[59] ;
  - Faille de sécurité dû à l'interface Touchwizz et à l'optimisation Samsung[60],[61],[62].

- Points positifs :
  - Puissance de l'appareil et réactivité bonne pour de l'Amoled ;
  - Contraste infini (noir parfait)[63].

## Samsung Galaxy S III Mini

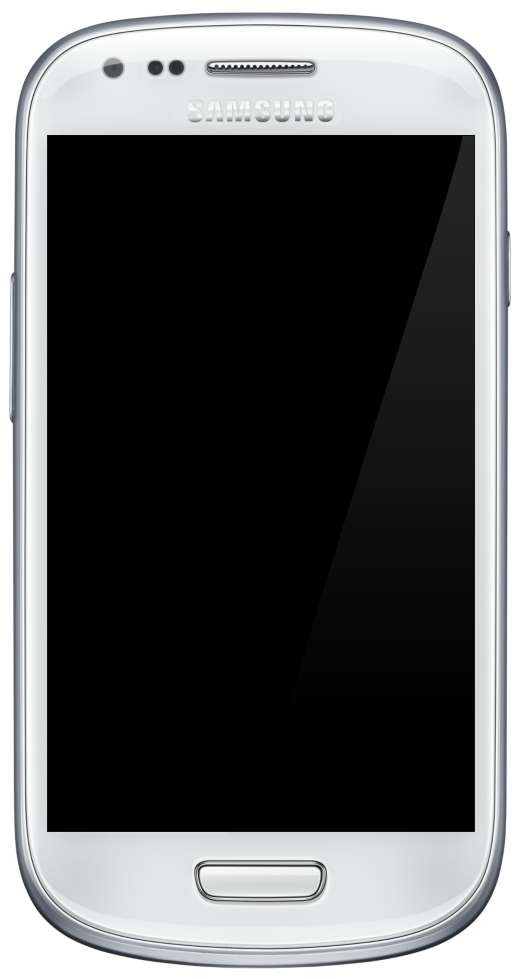
Samsung Galaxy SIII Mini.

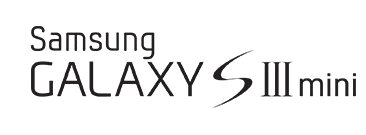
Logo du Samsung Galaxy SIII Mini.

Il est vendu comme le « petit frère » du Samsung Galaxy S III (GT-I9300) et reprend le même design. Contrairement à son « grand frère », il possède des caractéristiques et une taille réduites. Annoncé en octobre 2012, il sort sur les marchés en novembre de la même année.
Ce modèle a été l'objet de critiques,, mais il peut satisfaire la plupart des utilisateurs pour lesquels la taille est un critère important.
Le Samsung Galaxy S III Mini est le smartphone le plus vendu en France en 2013 selon le cabinet Counterpoint.
En mars 2013, une version avec un processeur plus performant dénommée Value Édition est annoncée.

### Caractéristiques
Le Samsung Galaxy S III Mini tourne officiellement sous Android 4.1.2 (Jelly Bean), possède une batterie de 1 500 mAh et est propulsé par un processeur ST-Ericsson NovaThor U8500 double-cœur de 1 GHz. Il dispose de :
- 1 Go de RAM et 8 Go ou 16 Go de mémoire interne[68] (dont 4 Go ou 12 Go disponible pour l'utilisateur) + carte microSD optionnelle, jusqu'à 32 Go[68] à insérer sous la batterie ;
- un écran de 4"[68] WVGA de définition de 480 x 800[68] de type « Super AMOLED » avec une densité de pixels de 233 ppp ;
- un appareil photo de 5 mégapixels[68] permet de filmer en HD 720 p à 30 im/s ;
- le GPU est un Mali-400 single core cadencé à 400 MHz ;
- l'appareil est compatible NFC (pour les modèles i8190N), 3G+, Bluetooth, EDGE ;
- un poids de 120 g[68].

### Personnalisation
Il est possible de remplacer le système d'exploitation d'origine par des ROM custom, grâce à l'existence d'un portage informatique non officiel de CyanogenMod, ceci permettant entre autres d'utiliser la dernière version d'Android Nougat 7.1.2

## Samsung Galaxy S III Neo

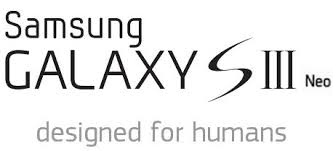
Logo du Samsung Galaxy SIII Neo.

Il est un modèle proche de la version originale du Samsung Galaxy S III. Samsung l'a officialisé en 2014 , après la disparition du modèle de 2012, ce modèle a été caractérisé par son processeur Qualcomm Snapdragon 400 par rapport à l'ancien processeur Samsung Exynos 4 de l'ancien modèle.